# Chloridolum thalassinum
Chloridolum thalassinum là một loài bọ cánh cứng trong họ Cerambycidae.